# L'Escadron des hussards volants
Pour plus de détails, voir Fiche technique et Distribution.
L'Escadron des hussards volants (Эскадрон гусар летучих) est un film soviétique réalisé par Nikita Gueorguievitch Khoubov (ru) et Stanislav Rostotski, dont la première eut lieu le 2 mars 1981.

## Synopsis
Le film raconte l'implication originale du lieutenant colonel Denis Vassilievitch Davydov, aristocrate russe au service du tsar Alexandre 1er et de son empire pendant la guerre contre les troupes de la coalition dirigées par Napoléon Ier qui avaient  pénétré dans son domaine et dans son pays. Le caractère enjoué, rusé de ce fougueux héros de la lutte contre l'envahisseur qui était en même temps poète, musicien donne à ce film historique une tonalité particulière.

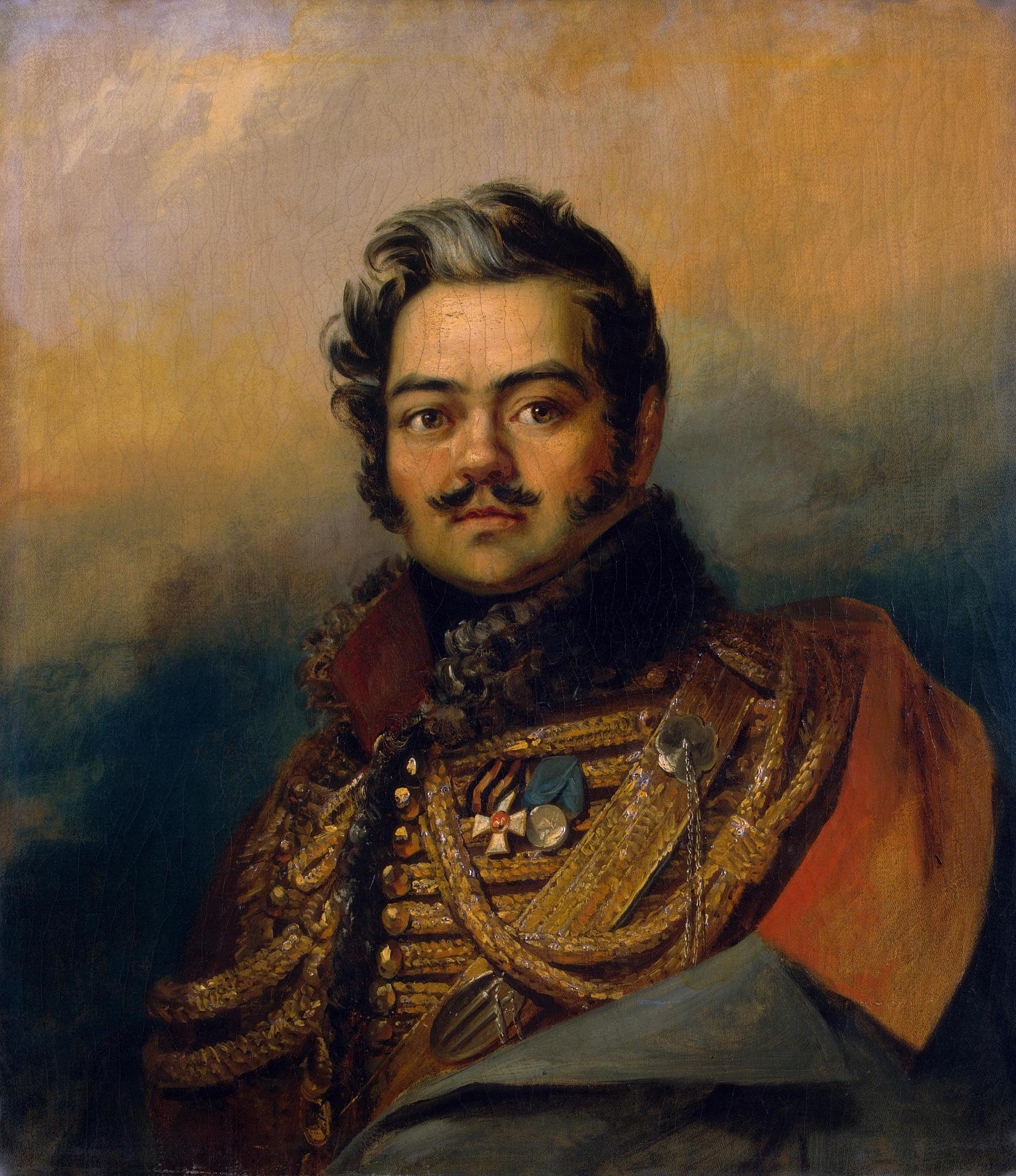
Denis Davydov peint par George Dawe

## Fiche technique
- Titre original : Эскадрон гусар летучих[1]
- Titre français : L'Escadron des hussards volants
- Réalisateur : Nikita Gueorguievitch Khoubov (ru), Stanislav Rostotski
- Scénario : Sergueï Aleksandrovitch Ermolinski (ru)
- Musique : Aleksandr Borissovitch Jourbine (ru)[2].
- Décors : Nikolaï Petrovitch Emelianov (ru)
- Costumes : Elza Davydovna Rapoport, Natalia Vorobiova
- Photographie : Mikhaïl Iakovlevitch Iakovitch (ru)
- Son : Nikolaï Ozornov
- Montage : Galina Chatrova
- Production : Studio Gorki
- Pays de production :  Union soviétique
- Langue originale : russe
- Format : couleur - 70 mm - 2,35:1 - mono
- Genre : histoire, militaire
- Durée : 164 minutes
- Date de sortie : 2 mars 1981

## Distribution
- Aleksandr Valentinovitch Abramov : un hussard
- Iouri Vladimirovitch Bogdanov : Smaga, un hussard
- Mikhaïl Timofeïevitch Botcharov : un moujik
- Vladimir Petrovitch Chakalo (ru) : Iakov
- Marina Metchislavovna Chimanskaïa (ru) : Katrine
- Viktor Sergueïevitch Choulguine (ru) : le comte, père de Katrine
- Viktor Aleksandrovitch Chouliakovski (ru) : le colonel Maugereau, sosie de Napoléon
- Nikolaï Eremenko : le prince Bolkhovskoï
- Vassili Evguenievitch Fiodorov : un hussard
- Nikolaï Matveïevitch Gorlov (ru) : le Saint-Père
- Marina Aleksandrovna Iakovleva (ru) : une demoiselle de Ioukhnov au bal
- Igor Iassoulovitch : un tailleur français
- Ivan Fiodorovitch Iekaterinitchev (ru) : un partisan
- Nikolaï Leonidovitch Ioudine (ru) : un moine
- Igor Konstantinovitch Kachintsev (ru) : Krapovitski
- Aleksandr Aleksandrovitch Karine : Bedriaga
- Nikolaï Vassilievitch Karpov (ru) : le capitaine Tardieu
- Dzembad Khamikoïev : un soldat français
- Boris Kliouïev : un officier français
- Lioudmila Fridrikhovna Kojevnikova : une jeune femme de Ioukhnov
- Iouri Ivanovitch Kossykh : le coursier Mikhaliov
- Lidia Vassilievna Kouznetsova : Katerina, une paysanne
- Ivan Krasko : le colonel Oustimobitch
- Evgueni Lebedev : Mikhaïl Koutouzov
- Vladimir Petrovitch Machtchenko : le colonel Eïkhen
- Gueorgui Khatchatourovitch Martirossian : un colonel français
- Iouri Olegovich Menchaguine : un officier français
- Vladimir Aleksandrovitch Mordvinov : un hussard
- Sergueï Sergueïevitch Nikolaïev : un français
- Lioudmila Vladimirovna Nossova : la fille de Krapovitski
- Fiodor Ivanovitch Odinokov (ru) : un paysan partisan
- Alekseï Mikhaïlovitch Pankine : le lieutenant-colonel Palitsyne
- Andreï Rostotski : Denis Vassilievitch Davydov
- Iouri Evlampievitch Rytchkov (ru) : le cornette Popov
- Vladimir Ivanovitch Serguienko : un officier français souffrant des dents
- Andreï Borissovitch Siomine : Mitia Beketov
- Nikolaï Petrovitch Trifilov : un officier français
- Nikolaï Fiodorovitch Volkov : un prêtre
- Iouri Mitrofanovitch Zaïev : un colonel
- Aleksandr Ivanovitch Zimine (ru) : Boudeliok
- Autres acteurs :

Aleksandr Andreïev (cascadeur), Vladimir Khadzibatyrovitch Badov, Evgueni Artiomovitch Bogorodski (cascadeur), Vassili Pavlovitch Chemberko, Sergueï Vladimirovitch Lodzeïski, Viatcheslav Mikhïlovitch Glouchkov, Makharbeg Routenovitch Kokoïev (ru), Ioura Krastin, G. Krouze, Jorj Aleksandrovitch Novitski, Konstantine Petrovitch Severny, Viktor Stogneïev, Dmitri Ivanovitch Titov, Ouldis-Ianis Edmoundovitch Veïspals (cascadeur),
- Aleksandr Iourievitch Khotchinski (ru) interprète les chansons dont les paroles sont celles de poèmes de Denis Davydov[3]

## Accueil

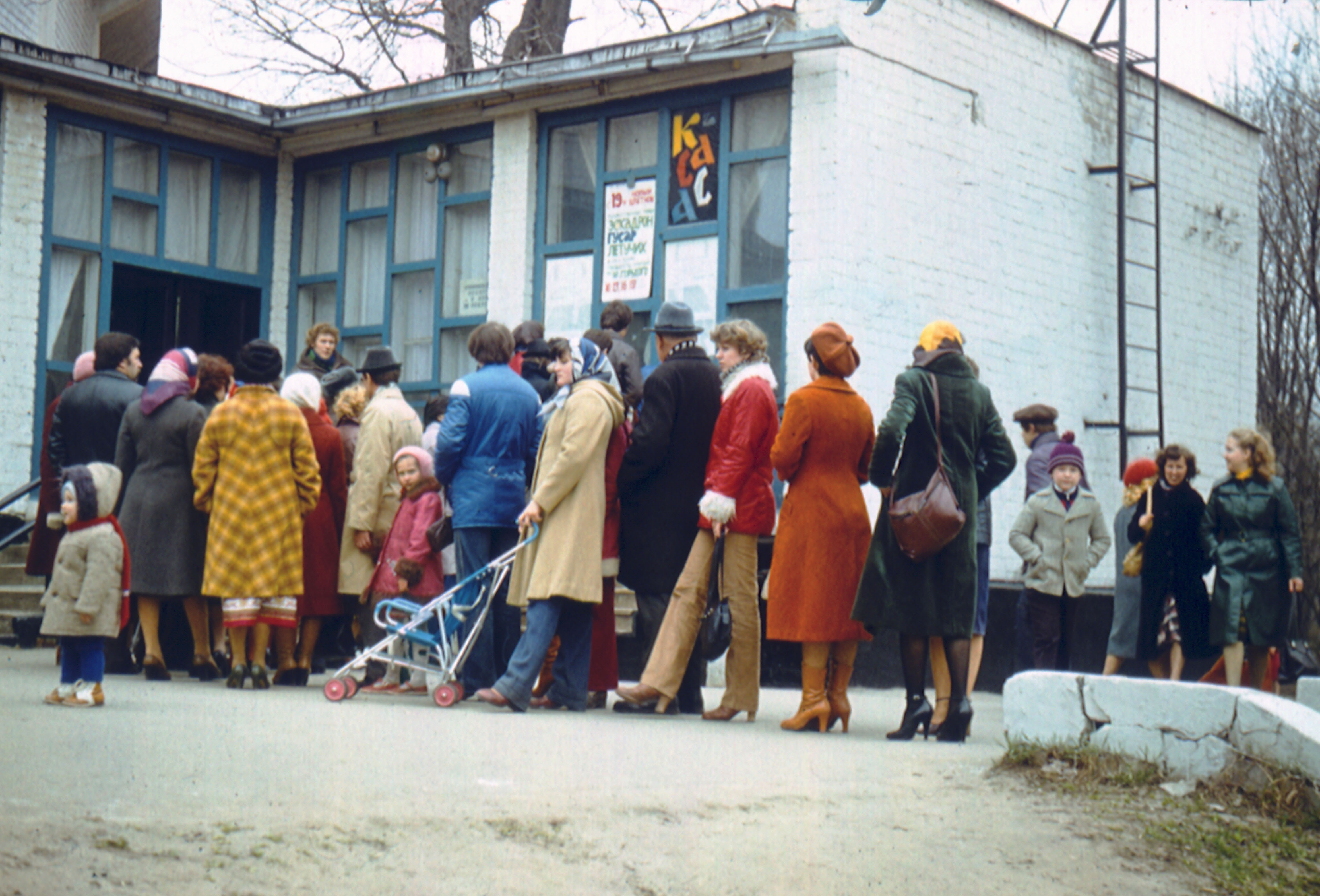
À la caisse du kinoteatra à Kharkov (Ukraine) en 1981

Gros succès pour ce film qui, la première année, a été vu par 23,6 millions de spectateurs

## Autour du film
Le visionnage de ce film est possible sur YouTube en langue russe avec certaines séquences en langue française car, à cette époque, il était fréquent que les aristocrates russes s'expriment en français ce qui facilitait la communication avec l'envahisseur (et avec quelques émigrés de l'aristocratie française qui avaient rejoint l'armée russe).
Un DVD édité par «Азимут» (azimut) est sorti le 20 avril 2009 mais il n'a pas de sous-titres français. De plus le titre choisi pour la rédaction de cette page est une traduction mot à mot de celui de la page en russe qui lui est consacrée car aucune société de distribution n'a eu besoin de trouver un titre pour un public francophone étant donné qu'il n'a pas été retenu pour être exploité en France.